# Ambrosia peruviana
Ambrosia peruviana es una especie de planta medicinal de la familia de las asteráceas. Es originaria del Perú.

## Descripción
Es una planta herbácea anual que crece en pequeños arbustos, con un aroma intenso. El tallo es ramificado poblado de hojas hasta la cima, alcanza una altura de 50 hasta 100 cm. Las hojas son ovales con el ápice afilado, pedúnculo corto y con poco pelo en los dos lados, más en el reverso. La flor es hermafrodita con la inflorescencia en forma de espiga.

## Propiedades
Principios activos: Contiene pseudogunianolido: peruvinina. Psilostachyina C.
Indicaciones: Es desinfectante, emoliente y emenagogo. Alivia los dolores menstruales y normaliza la menstruación. En forma de fricciones se utiliza contra el reuma articular. Contra las hemorroides, inflamación de las piernas y dolores intestinales. Para descongestionar hematomas, combatir parásitos intestinales. Contra la epilepsia como madurativo. Se aplica sobre los tumores y abscesos, efectivo contra la dispepsia. Es estimulante, tónico y astringente. Se emplea para combatir fiebres.
Otros usos: Es cultivada en los jardines como planta ornamental.
Cómo preparar:
Se ponen las plantas recortadas o desmenuzadas en un recipiente adecuado y que no se pueda romper por la acción del agua hirviendo. Sobre las mismas se echa agua hirviendo en cantidad proporcionada, e inmediatamente se tapa bien, dejándolo en reposo durante unos diez minutos. Después se pasa por un colador y queda terminada la preparación de la infusión. En el cocimiento, las plantas son hervidas varios minutos.

## Distribución y hábitat
Se encuentra distribuida en Puerto Rico, Jamaica y algunas islas de las Antillas Menores; también en México, Bolivia, Ecuador y Colombia. Su hábitat original es el Perú

## Taxonomía
Ambrosia peruviana fue descrita por Carl Ludwig Willdenow y publicado en Species Plantarum. Editio quarta 4(1): 377. 1805.
Etimología
Ver: Ambrosia
peruviana: epíteto
Sinonimia
- Ambrosia cumanensis Kunth
- Ambrosia orobanchifera Meyen
- Ambrosia peruviana var. cumanensis (Kunth) O.E.Schulz[3]

## Nombre común
- castellano: Alcanfor (Cuba), Altamisa, Ambrosia silvestre, Artemisa, Maki (Bolivia), Marco[4]